# The Go-Betweens
The Go-Betweens varen ser una banda australiana d'indie-rock internacionalment influent, formada pels guitarristes Robert Forster i Grant McLennan a Brisbane el 1977.

## Biografia
Al principi, Robert Forster i Grant McLennan varen estar acompanyats per Lissa Ross (bateria 1978) i Tim Mustapha (bateria 1978–1979) i després, durant el seu període "clàssic", per Lindy Morrison (bateria 1980–1989), Robert Vickers (baix 1983–1987), Amanda Brown (violí, oboè, guitarra, coros 1986–1989) i John Willsteed (baix 1987–1989). Després de la seva refundació els acompanyà Glenn Thompson (bateria 2002–2006) i Adele Pickvance (baix 2000–2006).
El punt fort del grup eren les habilitats compositives de Forster i McLennan, que van ser descrits pel crític de Village Voice Robert Christgau com "la millor associació de compositors de l'actualitat". Cadascun va desenvolupar un estil distintiu però complementari: les cançons de Forster eren més punyents i sobrevolades per l'angoixa, i feien ús de la ironia i d'un imaginari líric inusual, mentre que les de McLennan eren generalment més delicades i sensibles i les seves lletres sovint es basaven en l'estudi de la personalitat i l'estil indirecte.
Les primeres gravacions de la banda ("Lee Remick", "Karen" - 1978 - i "People Say", 1979) eren cançons de pop senzilles influïdes per la New Wave i una mescla de pop pur a l'estil de The Monkees amb l'aspra simplicitat de The Velvet Underground. Quan van publicar el seu primer àlbum oficial, Send Me A Lullaby, el 1982, ja havien desenvolupat un so més subtil caracteritzat per l'ús del fraseig a l'hora de cantar unes lletres complexes i unes guitarres pop melòdiques però rebels influïdes per bandes de l'època com Television, Wire i Talking Heads. L'any 1979, el grup havia deixat Austràlia, primer per anar a Glasgow, on van formar part del segell independent de culte Postcard Records, des d'on van seguir els contemporanis seus i amics The Birthday Party cap a la més activa escena musical de Londres. El seu segon llarga durada, Before Hollywood (1983), els va consolidar com un dels grups de culte més importants al Regne Unit. La cançó de McLennan "Cattle And Cane" va esdevenir un gran èxit a les llistes independents.
The Go-Betweens van passar la major part de la dècada dels 80 fent gires i produint regularment èxits com "Spring Rain" (1986) o "Streets of Your Town" (1988) per a les ràdios alternatives, però mai per a les llistes de vendes. Aquesta "escandalosa" manca d'èxit popular sorprenia tant els seus seguidors entre la crítica que va esdevenir un clixé cada cop que s'escrivia sobre el grup. Els seus discos Spring Hill Fair (1984) i Liberty Belle and the Black Diamond Express (1986), que van rebre especialment bones crítiques, mostraven un grup que avançava gradualment cap a un so més contemporani i polit, però que mantenia elements de l'estil característic dels seus inicis. Tallulah (1987) i 16 Lovers Lane (1988) varen ser els treballs més comercials del grup fins aquell moment, però van fracassar novament a l'hora d'entrar a les llistes de vendes. Després de sis discos, Forster i McLennan van dissoldre el grup el 1989.
Forster i McLennan van dur carreres en solitari durant la dècada dels 90, però van tornar a treballar junts després que la publicació francesa Les Inrockuptibles els convidés per actuar al desè aniversari de la revista.
L'any 2000, Forster and McLennan van tornar a formar The Go-Betweens, acompanyats pels tres membres de Sleater-Kinney,i van gravar el disc The Friends of Rachel Worth. La formació més recent (2005) incloïa Forster, McLennan, Adele Pickvance (baix) i Glenn Thompson (bateria).
L'octubre de 2005, The Go-Betweens finalment van assolir el reconeixement de la indústria amb el premi ARIA al millor àlbum contemporani per a adults amb el disc Oceans Apart.
El 6 de maig de 2006 Grant McLennan va morir d'un atac de cor mentre preparava una festa a casa seva, a Brisbane i Robert Forster va anunciar el final de The Go-Betweens.

## Discografia

### Àlbums
- Very Quick on the Eye (disc semioficial gravat el 1981 i tornat a publicar el 2002)
- Send Me A Lullaby (1982)
- Before Hollywood (1983)
- Spring Hill Fair (1984)
- Liberty Belle and the Black Diamond Express (1986)
- Tallulah (1987)
- 16 Lovers Lane (1988)
- The Peel Sessions EP (1989)
- The Friends of Rachel Worth (2000)
- Bright Yellow Bright Orange (2003)
- Oceans Apart (2005)
- Worlds Apart EP (2005)

### Recopilacions i àlbums en directe
- Metal and Shells (1985)
- The Able Label Singles (1986)
- 1978-1990 (1990)
- Bellavista Terrace: Best of the Go-Betweens (1999)
- 78 'til 79 the Lost Album (1999)
- Live In London (2005)
- That Striped Sunlight Sound live CD/DVD (2006)

### Singles
- "Lee Remick"/"Karen" (Able Label, 1978)
- "People Say"/"Don't Let Him Come Back" (Able Label, maig 1979)
- "I Need Two Heads"/"Stop Before You Say It" (Postcard (UK), Missing Link (Aus), juny 1980)
- "Your Turn, My Turn"/"World Weary" (Missing Link, juliol 1981)
- "Hammer The Hammer"/"By Chance" (Rough Trade (UK), Missing Link (Aus), juny 1982)
- "Cattle And Cane"/"Heaven Says" (Rough Trade (UK), Stunn (Aus), febrer 1983)
- "Man O'Sand To Girl O'Sea"/"This Girl, Black Girl" (Rough Trade, octubre 1983)
- "Bachelor Kisses"/"Rare Breed" (més "Unkind and Unwise" (instrumental) 12") (Sire, agost 1984
- "Part Company"/"Just A King In Mirrors" (més "Newton Told Me" 12") (Sire, novembre 1984)
- "Spring Rain"/"The Life At Hand" (més "Little Joe" 12") (Beggars Banquet (UK), True Tone (Aus), febrer 1986)
- "Head Full Of Steam"/"Don't Let Him Come Back" (més "The Wrong Road", 12") (Beggars Banquet, maig 1986)
- "Right Here"/"When People Are Dead" (més "A Little Romance", "Don't Call Me Gone", 7" doble pack i 12"), (Beggars Banquet (UK), Trus Tone (Aus), febrer 1987)
- "Cut It Out"/"Time In The Desert" (més "Doo Wop In 'A' (Bam Boom)", 12") (Beggars Banquet, maig 1987)
- "I Just Get Caught Out"/"Don't Let Him Come Back" (True Tone, 1987)
- "Bye Bye Pride"/"The House That Jack Kerouac Built (Radio One version)" (més "Bye Bye Pride (Radio One version), 12") (Beggars Banquet (UK), True Tone (Aus), agost 1987)
- "Streets Of Your Town"/"Wait Until June" (més "Casanova's Last Words, 12") (Beggars Banquet (UK), Mushroom (Aus), Capitol (US), juliol 1988)
- "Was There Anything I Could Do?"/"Rock And Roll Friend" (més "Mexican Postcard", 12") (Beggars Banquet (UK), Mushroom (Aus), octubre 1988)
- "Love Goes On!"/"Clouds" (Beggars Banquet, gener 1989)
- "Streets Of Your Town"/"Quiet Heart" (més "Bow Down" i "The House Jack Kerouac Built", CD i 12") (Beggars Banquet, maig 1989)
- "Going Blind"/"Woman Across The Way"/"The Locust Girls" (Circus (UK), WMinc (Aus), Jetset (US), Clearspot (Ger), setembre 2000)
- "Surfing Magazines"/"German Farmhouse"/"Haven't I Been A Fool" (live)/"Clouds" (live)/"Cattle And Cane" (live) (WMinc, gener 2001)
- "Caroline and I"/"Instant Replay"/"Girl Lying On A Beach" (Trifekta (Aus), Jetset (US), juny 2003)
- "Finding You"/"Born To A Family"/"Streets Of Your Town" (live) (Tuition, juliol 2005)